# ミャンマーにおける売春
この項目ではミャンマーにおける売春について取り上げる。ミャンマーにおいては売春は違法である。売春は特に女性と子供に影響のある重要な社会問題となっている。
ミャンマーはタイにおける売春婦の主要な供給源（推計で20,000 - 30,000人）である。大多数の女性がラノーン、メーサーイに連れてこられる。ミャンマー人のセックスワーカーは中国雲南省、特に国境都市の瑞麗市でも活動している。タイにおけるミャンマー人売春婦の大多数は少数民族である。さらに60％のミャンマー人売春婦は18歳未満である 。また、ミャンマーは中国、バングラデシュ、台湾、インド、マレーシア、韓国、マカオ、日本でのセックスワーカーと強制労働者の供給国になっている。売春を目的とした、地方都市から都会、軍事基地、国境都市、漁村への国内での人身売買が行われている。
しばしば女性たちは高給かつ合法な職業に就けるとの約束で売春に誘い出される。また、低い教育レベルのために彼女たちが他の仕事を見つけるのは難しい。多くの例ではへき地出身の女性が多い。

ヤンゴンでは売春の多くは売春宿を兼ねたホテルで行われる。1995年になって登場したマッサージパーラーではワ族のような少数民族がこの事業を行っている。ヤンゴンのナイトクラブには個人的に活動する売春婦が多く集まっている。国内の至る所で、性産業は一般的にレストラン、ゲストハウスと表示された売春宿、ナイトクラブで行われている。2008年5月にサイクロンNargisが上陸し、ヤンゴンでの売春婦の数は著しく増加し、それに伴い売春の値段は下がった。